# Agenor Maria Gołuchowski
Agenor Maria Gołuchowski (Agenor Maria Adam Graf Gołuchowski; Leopoli, 25 marzo 1849 – Leopoli, 28 marzo 1921) è stato un politico austriaco.
Conte (in tedesco: Graf). Fu Ministro degli Esteri dell'Austria-Ungheria dal 1895 al 1906. Nonostante la sua origine polacca, perseguì e ottenne un riavvicinamento dell'Austria alla Russia (che occupava gran parte della Polonia).
Dapprima favorevole alla Triplice alleanza, a causa dell'irredentismo italiano lo fu sempre meno. Successivamente infatti avrebbe preferito una coalizione fra Austria, Germania e Russia. Fece di tutto per mantenere lo status quo nei Balcani.

## Biografia

### Le origini, gli inizi, il carattere

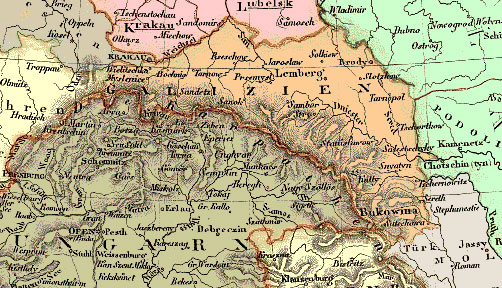
La Galizia austro-ungarica (Galizien) ai tempi in cui nacque Gołuchowski. Al centro: la città di Lemberg (oggi Leopoli).

Agenor Maria Gołuchowski era figlio di Agenor Romuald Gołuchowski, luogotenente imperiale della Galizia. La sua famiglia era considerata, fra quelle polacche, una delle più fedeli agli Asburgo. Protetto dal suo predecessore, Gustav Kálnoky, che lo raccomanderà per la carica di Ministro degli Esteri, Agenor Maria Gołuchowski servì per anni nella diplomazia asburgica senza attrarre su di sé l'attenzione in modo particolare. Entrò in servizio nel 1872 e ricoprì varie cariche a Berlino, Parigi (Primo Segretario d'ambasciata nel 1880) e Bucarest (1887-1894) dove fu ambasciatore.
A Bucarest si dimostrò fautore convinto della Triplice alleanza, specialmente dell'amicizia con la Germania, poiché all'epoca ravvisava nella Russia il pericolo maggiore per i polacchi. Cordiale, accomodante, aveva la capacità di far apparire piacevoli le situazioni più difficili, anche se il suo ottimismo spesso veniva smentito dalla realtà.

### Ministro degli Esteri (1895-1906)
Nel maggio del 1895 il conte Gustav Kálnoky abbandonò la direzione del Ministero degli Esteri e Francesco Giuseppe nominò suo successore il polacco Agenor Maria Gołuchowski, una scelta che provocò notevole sorpresa.
Diffidenza, tradizionalismo, tutela della sicurezza, perseguimento dello status quo, miglioramento delle relazioni con la Russia (senza però cederle terreno nei Balcani), integrità dell'Impero ottomano. Queste furono le linee direttive della Politica estera dell'Austria nel periodo di Gołuchowski.

#### La debolezza della Turchia
Appena insediato, nell'autunno 1895, Gołuchowski ebbe sentore di un'intesa anglo-russa, ad evitare la quale occorreva che la Gran Bretagna non si allontanasse troppo dalla Triplice alleanza. Egli temeva inoltre che, in virtù della debolezza crescente dell'Impero turco, la Russia avrebbe acquistato il potere sui Dardanelli. Ciò avrebbe portato ad uno strapotere dello Zar nei Balcani, specie su quelle nazioni come la Bulgaria che dipendevano dai porti del Mar Nero. Rispondendo però ad una proposta di Londra che in previsione del disfacimento ottomano auspicava una sua ridistribuzione territoriale, Gołuchowski rifiutò di prendere in considerazione l'eventualità di vantaggi per l'Austria-Ungheria. Secondo lui, infatti, ogni aumento territoriale per l'impero, data la sua debolezza strutturale, avrebbe rappresentato una calamità.
L'indebolimento cronico dell'Impero ottomano favoriva intanto le insurrezioni da parte di popoli che si sentivano oppressi dal suo giogo. Le ribellioni venivano domate nel sangue e Gołuchowski si dichiarò favorevole ad un'azione internazionale per esortare il Sultano Abdul-Hamid II ad imboccare la via delle riforme, ma questa proposta non venne ascoltata. Nel 1896, i massacri continuarono. Accorsa in appoggio alle popolazioni di Creta, la Grecia si trovò in guerra con la Turchia e anche la Macedonia si ribellò al Sultano. A questo punto, ognuna timorosa che l'altra potesse intervenire, Austria e Russia si predisposero ad un'intesa.

#### L'accordo austro-russo del 1897

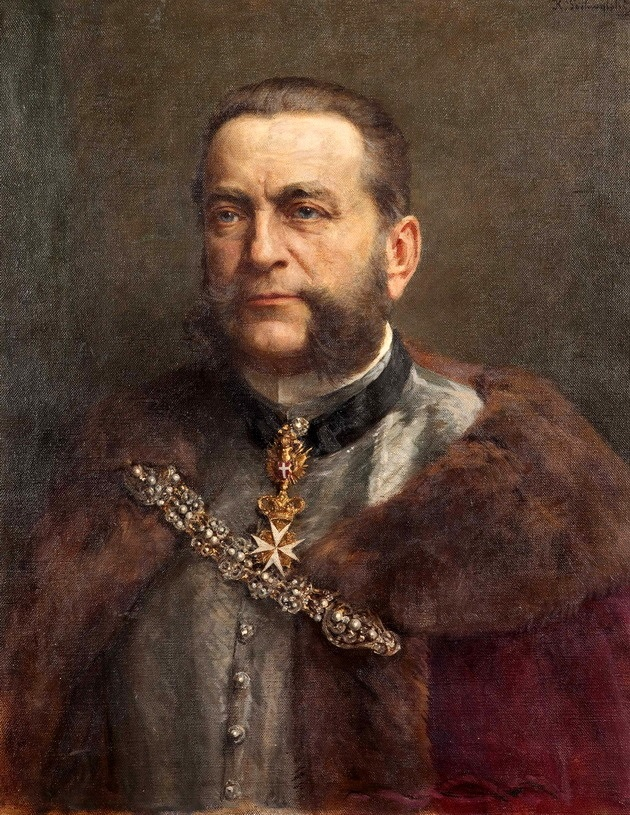
Un ritratto di Gołuchowski

Perdurando la guerra fra Grecia e Turchia, Francesco Giuseppe e Gołuchowski il 27 aprile 1897 restituirono la visita che lo Zar Nicola II aveva fatto nell'agosto 1896 a Vienna. Argomento delle discussioni furono, ovviamente, i Balcani e, tornato in patria, Gołuchowski volle fissare gli accordi verbali presi a San Pietroburgo in una lettera al suo ambasciatore in Russia che fu spedita l'8 maggio. La lettera stabiliva il mantenimento nei Balcani dello status quo. Se ciò non fosse stato possibile né Austria, né Russia avrebbero potuto occupare territorio nell'area ma per Bosnia e Sangiaccato, già occupate dall'Austria in virtù del Trattato di Berlino (1878), Gołuchowski si riservava il diritto di annessione. Sempre in caso di rottura dello status quo sarebbe nata una nuova nazione, l'Albania, e il rimanente territorio disponibile sarebbe stato oggetto di equa spartizione fra i piccoli stati balcanici senza che alcuno di essi avesse assunto una preponderanza marcata sugli altri. Ricevuta la lettera, il Ministro degli Esteri russo Michail Nikolaevič Murav'ëv precisò che l'annessione austriaca di Bosnia e Sangiaccato avrebbe sollevato questioni più estese da valutare con un esame specifico al momento opportuno, dissentendo quindi da Gołuchowski sul fatto che l'Austria potesse riservarsi un diritto di annessione.
Questo accordo sui Balcani, per quanto incompleto, riavvicinò politicamente Austria e Russia. Gołuchowski spiegò pubblicamente che entrambe le potenze respingevano ogni velleità di conquista nell'area, assicurando di voler rispettare il diritto all'autodeterminazione dei singoli stati balcanici.

#### L'assassinio di Elisabetta d'Austria
Il 10 settembre 1898 l'Imperatrice Elisabetta d’Austria veniva assassinata a Ginevra dall'anarchico italiano Luigi Lucheni. Dopo i funerali, a Vienna, Gołuchowski si avvicinò al Ministro degli Esteri tedesco Bernhard von Bülow e gli disse: «Il vostro Imperatore [ Guglielmo II ] […] ha proposto un'immediata azione comune contro gli anarchici. Io vi prego caldamente di abbandonare l'idea. Sarebbe assai sgradito all'Imperatore Francesco Giuseppe che un lutto personale, pur così doloroso, dovesse diventare motivo di provvedimenti di Stato e di azioni politiche, che per giunta potrebbero nuocere alle nostre relazioni con l'Italia come con la Svizzera».

#### I rapporti con l'Italia
Con l'accordo austro-russo del 1897 calò l'importanza dell'Italia negli equilibri della Triplice alleanza la cui prima preoccupazione era la Russia. Tuttavia, il 9 febbraio 1901, Gołuchowski concluse un accordo simile con Roma secondo il quale, nel deprecabile caso di una violazione dello status quo nei Balcani, sarebbe nata una Albania autonoma. L'accordo seguiva l'incontro di Monza del novembre 1897 fra il Ministro degli Esteri italiano Emilio Visconti Venosta e lo stesso Gołuchowski. Con questa intesa l'Austria evitava il pericolo di vedere anche la seconda sponda dell'imbocco dell'Adriatico nelle mani dell'Italia e questa si lasciava la prospettiva di annetterla alla sua sfera d'influenza.
L'alleanza con l'Italia, tuttavia, fu per Gołuchowski un elemento di insofferenza. In occasione della visita di Guglielmo II in Austria del 1903, egli gli confessò che data la persistenza delle dimostrazioni irredentiste, l'alleanza austro-italiana avrebbe finito col rompersi, mentre sarebbe stato auspicabile un ulteriore avvicinamento alla Russia. Gołuchowski proseguì dicendo che se avesse immaginato che l'irredentismo avesse fatto tali progressi non avrebbe mai consentito al rinnovo dell'alleanza con Roma del 1902.

##### L'accordo austro-russo del 1904

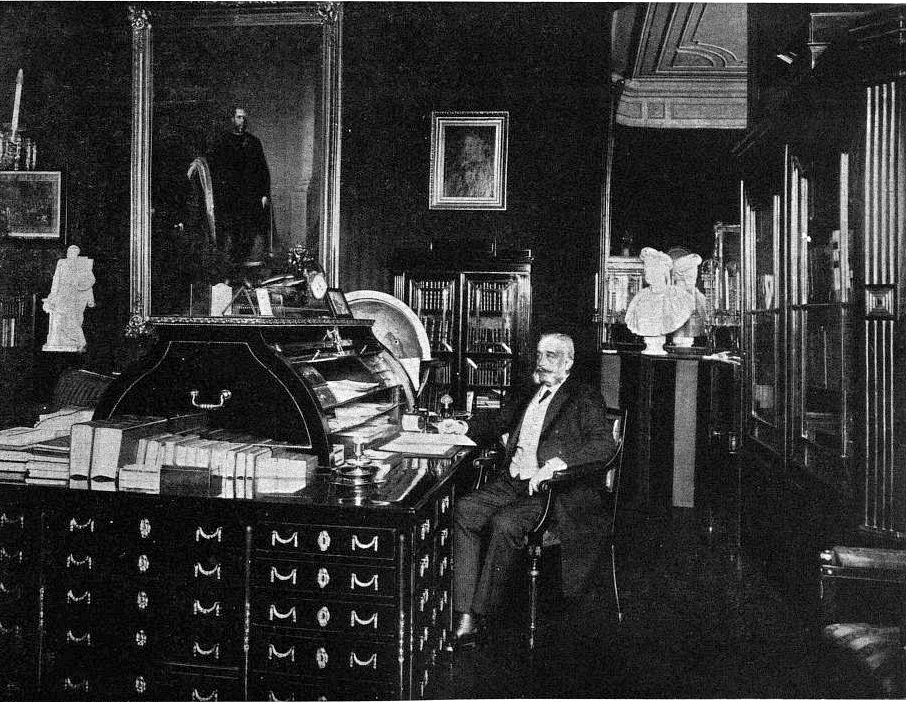
Gołuchowski nel suo ufficio nel 1901

Dopo alcuni passi verso la Russia, nel febbraio 1904 riaffiorarono ancora in Gołuchowski le diffidenze per l'Italia e il 15 ottobre Austria e Russia firmarono un accordo segreto secondo il quale le due potenze non sarebbero intervenute in una guerra l'una contro l'altra. Ciò a patto che la parte firmataria in guerra si fosse trovata a combattere da sola con una terza potenza non provocata che avesse voluto alterare lo status quo. Poiché tale accordo non poteva essere applicato nei Balcani e poiché l'Austria ne diede comunicazione a Berlino e non a Roma, è ragionevole pensare che con questa intesa l'Austria volesse coprirsi le spalle in caso di una eventuale guerra contro l'Italia.

#### Il futuro dei Balcani
Nel 1902, nonostante gli accordi presi, i successi del movimento anti-turco in Macedonia fecero temere a Gołuchowski un intervento della Russia nei Balcani e conseguentemente dell'Italia in Albania. A San Pietroburgo il Ministro degli Esteri russo Vladimir Nikolaevič Lamsdorf accolse invece favorevolmente il progetto di una nuova intesa austro-russa di Gołuchowski e i due politici si incontrarono a Vienna il 30 dicembre 1902. Da questo incontro scaturì la decisione di non allontanarsi dalla politica dello status quo e di chiedere alla Turchia misure amministrative a favore della Macedonia. Ma soprattutto da quel momento Austria e Russia si autoeleggevano potenze di riferimento. Esse avrebbero “raccomandato” al Sultano le misure e si incaricavano di controllarne l'esecuzione. Tutte le altre potenze, compresa l'Italia e la Turchia, diedero il loro assenso a febbraio.
Nel settembre 1903, in visita a Berlino, Gołuchowski si espresse sul futuro auspicabile per i Balcani. Il suo ideale era di sostituire, poco a poco, la dominazione turca creando una Grecia e una Romania (due nazioni amiche della Germania) più grandi, una grande Bulgaria (che politicamente era vicina all'Austria), una Serbia debole, un piccolo Montenegro (entrambe simpatizzanti della Russia) ed infine un'Albania indipendente. Gołuchowski era anche convinto che pur di non far cadere l'Albania nelle mani dell'Italia, l'Austria sarebbe stata pronta a combattere.

#### La convenzione di Mürzsteg
Per regolare definitivamente la questione della Macedonia, il 4 ottobre 1903, a Mürzsteg (presso una riserva di caccia, in Stiria), si incontrarono i due imperatori di Austria e Russia, Francesco Giuseppe e Nicola II, e i due rispettivi ministri degli esteri: Gołuchowski e Lamsdorf. La convenzione che ne scaturì determinò l'intimazione alla Turchia di precise riforme amministrative in Macedonia, per il rispetto delle etnie e delle confessioni religiose della provincia. Costantinopoli accettò timidamente.

#### La “Guerra dei porci”
Nel giugno del 1905, ancora nei Balcani, un accordo stabilì un'unione doganale fra Serbia e Bulgaria. Tale accordo doveva rimanere segreto fino al termine dei negoziati austro-serbi per un nuovo trattato di commercio. Ma alla fine del 1905 il governo bulgaro presentò la convenzione con la Serbia al Parlamento svelando il gioco di quest'ultima. Gołuchowski, che intendeva tenere sempre sotto scacco la Serbia, pretese che questa non ratificasse il trattato con la Bulgaria e che invece ordinasse armamenti all'Austria. Non essendosi il governo serbo piegato, Vienna ruppe i negoziati e chiuse la frontiera all'importazione e al transito del bestiame serbo. Cominciò così la cosiddetta “Guerra dei porci” che finì con una vittoria della Serbia che riuscì a trovare altri sbocchi per le sue esportazioni.

#### La conferenza di Algeciras
Un altro elemento di frizione con l'Italia si ebbe con la Conferenza di Algeciras. A seguito della Crisi di Tangeri, scoppiata per l'opposizione della Germania alle mire francesi sul Marocco, nel 1906 si tenne ad Algeciras, in Spagna, una conferenza internazionale per dirimere la questione che avrebbe potuto portare ad una guerra fra i due contendenti.
Gołuchowski era convinto che la questione del Marocco non meritasse una guerra, ma condannò la posizione dell'Italia che alla conferenza non ostacolò le manovre francesi per impossessarsi del controllo della polizia marocchina. Per la condotta collaborativa tenuta dall'Austria ad Algeciras, Guglielmo II inviò un telegramma (apparso il 13 aprile 1906 sulla stampa viennese) a Gołuchowski nel quale esprimeva profonda gratitudine per il saldo appoggio dato alla Germania. Benché, in realtà, tale appoggio fu piuttosto modesto.

### Le dimissioni e gli ultimi tempi
Così come il suo predecessore Kálnoky, Gołuchowski lasciò il suo incarico per contrasti con gli ungheresi. Egli infatti parlò in modo sprezzante della loro lotta costituzionale con gli Asburgo. Solo l'intervento del primo ministro d'Ungheria Sándor Wekerle (1848-1921) riuscì, nel giugno del 1906, ad evitargli una umiliazione pubblica. Pressioni ungheresi su Francesco Giuseppe costrinsero, alla fine, Gołuchowski a dimettersi. Quest'ultimo, che non godeva neanche delle simpatie dell'erede al trono Francesco Ferdinando, fu sostituito da Alois Lexa von Aehrenthal.
Quando nel 1916, dopo la sconfitta dell'Impero russo la Polonia, benché satellite della Germania, tornò autonoma, Gołuchowski partì per Varsavia. Lì spronò i suoi connazionali polacchi ad organizzarsi per una nazione più grande che comprendesse anche regioni a occidente. Proclamò: «La Russia è finita, non abbiamo più che un solo nemico, cioè la Germania».
Morì il 28 marzo 1921 nella sua città natale, che da Lemberg aveva cambiato il nome in Leopoli (Lwow) e che, dopo il trattato di Versailles, dall'Austria era passata alla neo-costituita Repubblica di Polonia.